# 伯氏妊麗魚
伯氏妊麗魚，為輻鰭魚綱鱸形目隆頭魚亞目慈鯛科的其中一種，分布於非洲坦干伊喀湖流域，體長可達15公分，棲息在溪流、湖泊，生活習性不明，可作為觀賞魚。此魚會隨著社會階級的改變，而轉換自己的外在容貌，高階級愈鮮艷，相反的低階級較不能夠吸引雌性。

## 擴展閱讀
維基物種上的相關：伯氏妊麗魚